# Fehér hóbogyó
A fehér hóbogyó (Symphoricarpos albus) a mácsonyavirágúak (Dipsacales) rendjébe, ezen belül a loncfélék (Caprifoliaceae) családjába tartozó faj.
Magyarországon inváziós fajnak számít, nem ültethető.

## Előfordulása
A fehér hóbogyó eredeti előfordulási területe Észak-Amerika, ahol széles körben megtalálható Kanadában és az Amerikai Egyesült Államok északi és nyugati részein. Dísznövényként és az apróvadak búvóhelyéül szolgáló bokorként, betelepítették a Brit-szigetekre és a kontinentális Európába.

## Változatai
- Symphoricarpos albus var. albus - Észak-Amerika keleti részén őshonos.
- Symphoricarpos albus var. laevigatus - A Csendes-óceán környékén őshonos. A kettőből a 2 méteres magasságával, ez a nagyobbik változat; a termései is nagyobbak. Egyes botanikusok Symphoricarpos rivularis név alatt, önálló fajként tartják számon.

## Megjelenése
A szóban forgó növény felmagasodó, lombhullató bokor, melynek egy központi, merev szára van; a gyöktörzséből sokszor több, kisebb elágazás nő ki. A gyöktörzsi elágazásnak köszönhetően, egyes területeket sűrűn be nő. A bokor legfeljebb 1-2 méteresre nő meg. Levelei átellenesen ülnek; ovális alakúak és különböző méretűek, a legnagyobbak 5 centiméter hosszúak, vagy egy kicsivel ennél is nagyobbak a friss hajtásokon. A legfeljebb 16 darab virága fürtvirágzatba tömörül. A csészéjén ötfogú csészelevelek ülnek. A harang alakú pártája, körülbelül 0,5 centiméter hosszú és élénk rózsaszín. Termése egy centiméter átmérőjű, fehér bogyó, melyben két magvan. A magokat a madarak szórják szét, azzal hogy megeszik a termést, aztán pedig valahol máshol ürítenek. Habár efféleképpen is szaporodik, a fehér hóbogyó főleg gyöktörzsi hajtások által terjed.

## Életmódja
Ez a loncféle számos élőhelyen képes megélni, főleg az árnyékos és nedves hegyoldalakat, valamint az erdőket kedveli. Az ártereken, lápvidékeken és folyópartokon is megtalálható. Az eredeti elterjedési területén, a fehér hóbogyó fontos tápláléka a kanadai vadjuhnak (Ovis canadensis), a fehérfarkú szarvasnak (Odocoileus virginianus) és a grizzly medvéknek. A háziállatokból a szarvasmarha és a juh kedvelik. Az előbbi állatokon kívül, számos kisemlős és madár is felhasználja táplálékul vagy otthonául, például a tasakospatkány-félék (Geomyidae) ilyen bokor alatt vájt üregben töltik a telet.
Az észak-amerikai bennszülöttek és az oroszok szappanként és hagyományos gyógyítószerként használták. Az indiánok a kemény szárából nyílvesszőket is készítettek. Ültetése megakadályozza a folyó menti földcsuszamlásokat és feljavítja a terepet az elhagyott külszíni bányáknál.

## Képek

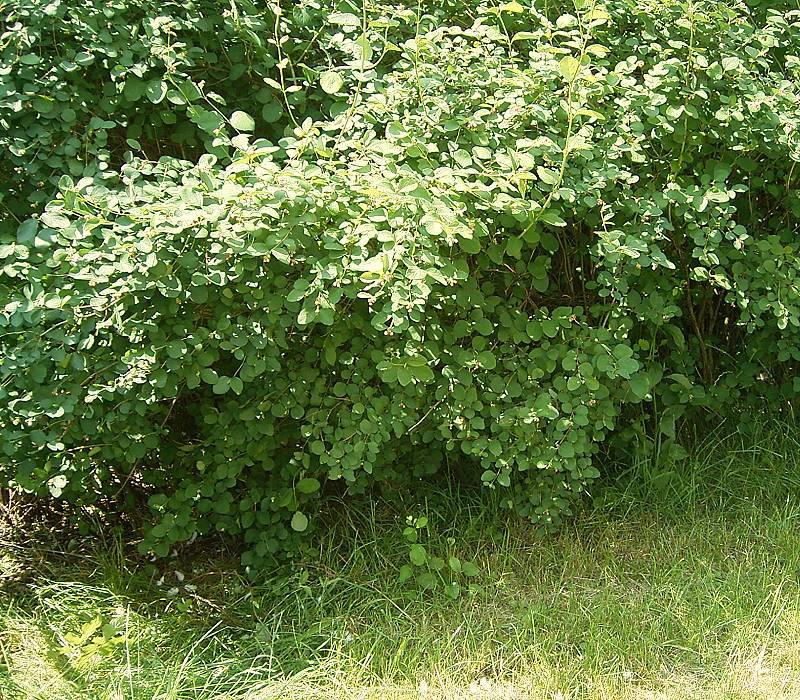
A növény
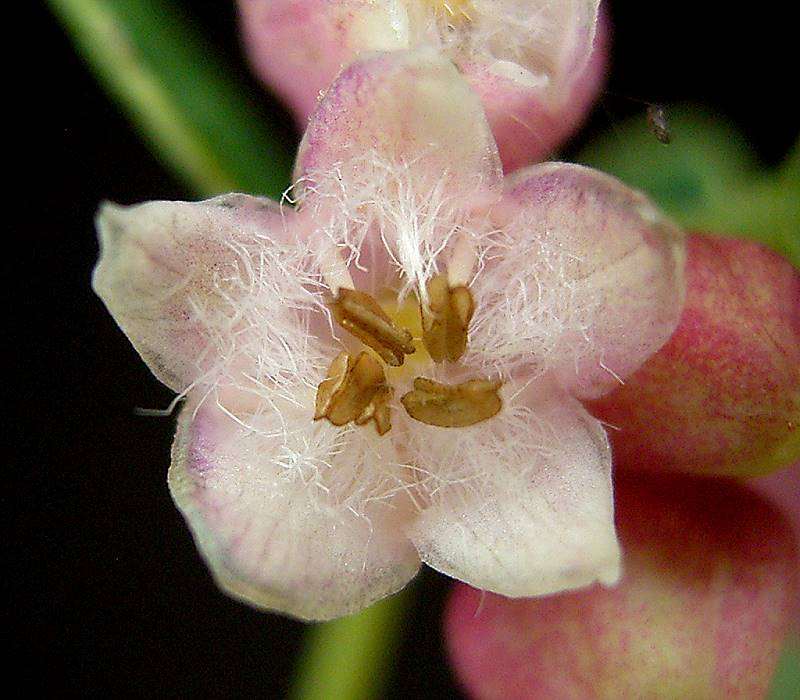
Virága,
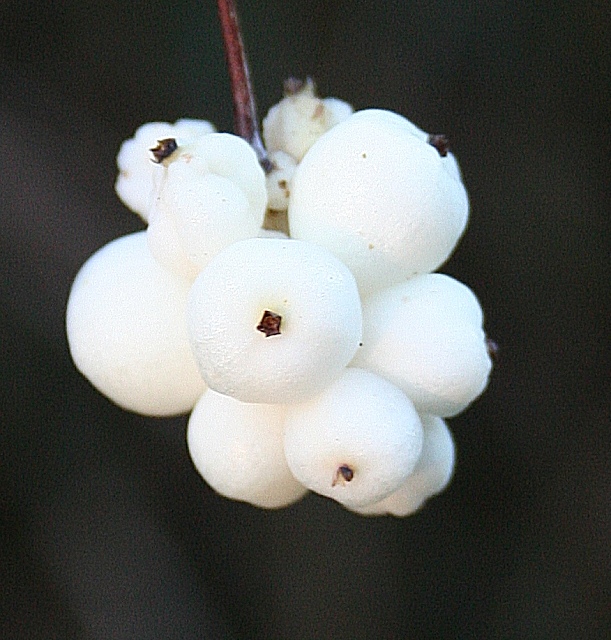
termései
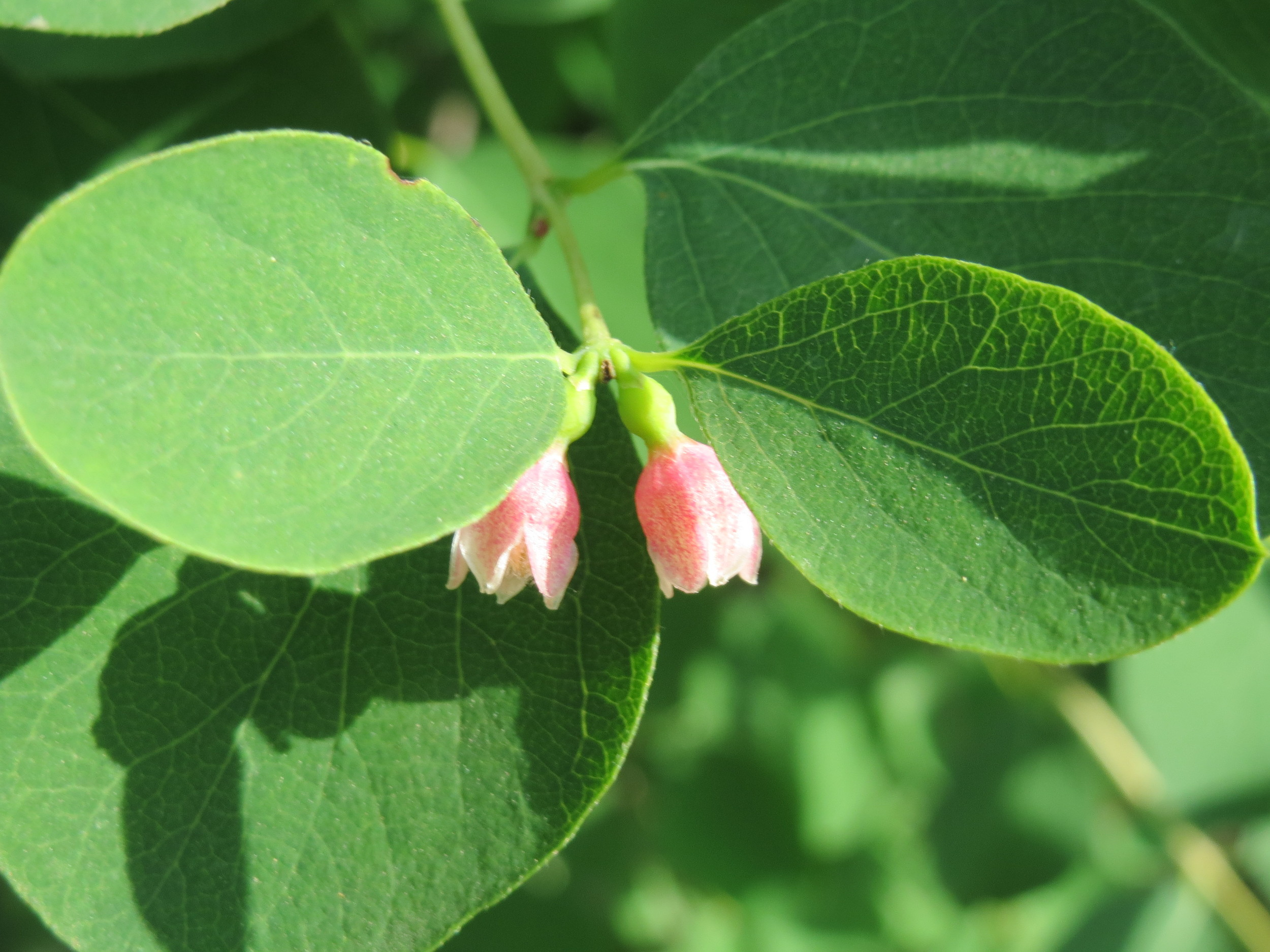
és levelei

## Fordítás
- Ez a szócikk részben vagy egészben  a   Symphoricarpos albus című angol Wikipédia-szócikk ezen változatának fordításán alapul.  Az eredeti cikk szerkesztőit annak laptörténete sorolja fel. Ez a jelzés csupán a megfogalmazás eredetét és a szerzői jogokat jelzi, nem szolgál a cikkben szereplő információk forrásmegjelöléseként.